# Février 1775

## Événements
- 9 février : le Parlement du Royaume-Uni déclare le Massachusetts en rébellion[1].

- 15 février : début du pontificat de Pie VI (fin en 1799)[2].

## Naissances
- 3 février : Louis-François Lejeune, peintre et militaire français († 29 février 1848).
- 9 février : Farkas Bolyai (mort en 1856), mathématicien hongrois.
- 21 février : Jean-Baptiste Girard, militaire français, général et baron d'Empire, qui servit pendant les guerres de la Révolution et de l'Empire († 27 juin 1815).

## Décès
- 10 février : Claude Pouteau (né en 1724), chirurgien français.